# Campeonato Mundial de Tiro con Arco al Aire Libre de 1985
El XXXIII Campeonato Mundial de Tiro con Arco al Aire Libre se celebró en Seúl (Corea del Sur) entre el 2 y el 5 de octubre de 1985 bajo la organización de la Federación Internacional de Tiro con Arco (FITA) y la Federación Surcorewana de Tiro con Arco.

## Medallistas

### Masculino
| Evento                  | Oro                                             | Plata                                                     | Bronce                                                      |
| ----------------------- | ----------------------------------------------- | --------------------------------------------------------- | ----------------------------------------------------------- |
| Arco recurvo individual | Richard McKinney Estados Unidos                 | Gu Ja-Cheong Corea del Sur                                | Takayoshi Matsushita Japón                                  |
| Arco recurvo por equipo | Gu Ja-Cheong Su Jeon-In Ho Jin-Su Corea del Sur | Richard McKinney Darrell Pace Glenn Meyers Estados Unidos | Mats Nordlander · Gert Bjerendal · Göran Bjerendal · Suecia |

### Femenino
| Evento                  | Oro                                                           | Plata                                                | Bronce                                     |
| ----------------------- | ------------------------------------------------------------- | ---------------------------------------------------- | ------------------------------------------ |
| Arco recurvo individual | Irina Soldatova URSS                                          | Liudmila Arzhannikova URSS                           | Kim Jin-Ho Corea del Sur                   |
| Arco recurvo por equipo | Irina Soldatova Liudmila Arzhannikova Zebiniso Rustamova URSS | Kim Jin-Ho Park Jung-Ah Seo Hyang-Soon Corea del Sur | Margot Benz Doris Haas Manuela Dachner RFA |

## Medallero
| Núm. | País           | Oro | Plata | Bronce | Total |
| ---- | -------------- | --- | ----- | ------ | ----- |
| 1    | URSS           | 2   | 1     | 0      | 3     |
| 2    | Corea del Sur  | 1   | 2     | 1      | 4     |
| 3    | Estados Unidos | 1   | 1     | 0      | 2     |
| 4    | RFA            | 0   | 0     | 1      | 1     |
| 4    | Japón          | 0   | 0     | 1      | 1     |
| 4    | Suecia         | 0   | 0     | 1      | 1     |
|      | TOTAL          | 4   | 4     | 4      | 12    |